# Nyasha Mushekwi
Nyasha Mushekwi, né le 21 août 1987 à Harare au Zimbabwe, est un footballeur international zimbabwéen, qui évolue au poste d'attaquant.

## Biographie

### Les débuts en Afrique
Nyasha Mushekwi commence sa carrière en première division zimbabwéenne au CAPS United. Durant l'été 2010, il rejoint le club sud-africain du Mamelodi Sundowns. 
Lors de sa première saison, il est le deuxième meilleur buteur du championnat avec 14 buts inscrits lors de la saison 2010-11. Le 4 mars 2012, il inscrit 6 buts lors d'un match de coupe contre le Powerlines FC, lors d'une lourde victoire 24-0. En avril 2013, comme son contrat se terminer à la fin de la saison, il prolonge son contrat de deux ans, jusqu'en 2015.

### Prêté en Europe
Le 18 août 2013, il est prêté au club belge du KV Ostende en Jupiler Pro League. Le 25 août, il dispute son premier match en Pro League contre le SV Zulte Waregem, où il marque son premier but durant cette rencontre, lors d'un match nul (1-1). 
Le 15 février 2014, il s’est déchiré un ligament du genou lors de la rencontre contre le KV Malines, sa sera son dernier match joué avec le KV Ostende. Il retourne en Afrique du Sud, il a récupèré de sa blessure en novembre 2014. Mais son club sud-africain avait déjà utilisé toutes les places pour les joueurs étrangers pour la saison, il ne dispute aucune rencontre. Le Cercle Bruges, serait intéressé de le faire signer à la pause hivernale. 
En janvier 2015, il est proche de rejoindre le club danois Hobro IK, mais finalement le club suédois Djurgårdens IF lui propose une meilleure offre, qui a abouti à un contrat de 6 mois sous la forme de prêt. Le 5 avril 2015, il dispute sa première rencontre en Allsvenskan contre l'IF Elfsborg. Il inscrit 12 buts en 21 matchs lors de la saison 2015.

### Départ pour la Chine
Le 22 décembre 2015, il rejoint le club chinois du Dalian Yifang en China League One. Le 12 mars 2016, il dispute sa première rencontre contre le Zhejiang Yiteng, où il fait deux passes décisifs, lors d'une victoire 2-0. Le 21 août, il inscrit un triplé contre Shanghai Shenxin, lors d'une victoire 4-3.
Il s'engage ensuite en juillet 2019 au Zhejiang Greentown, qui devient le Zhejiang Energy Greentown puis le Zhejiang Professional.

### Carrière internationale
Nyasha Mushekwi compte 13 sélections et trois buts avec l'équipe du Zimbabwe depuis 2009. 
Il est convoqué pour la première fois en équipe du Zimbabwe par le sélectionneur national Sunday Chidzambwa, pour un match de la Coupe COSAFA 2009 contre Maurice le 17 octobre 2009. Le match se solde par une victoire 3-0 des Zimbabwéens. Lors de la finale de la Coupe COSAFA 2009, il inscrit un doublé contre la Zambie. La rencontre se solde par une victoire 3-1 des Zimbabwéens.